# NGC 2178
NGC 2178 este o galaxie eliptică situată în constelația Pictorul. A fost descoperită în 31 ianuarie 1835 de către John Herschel.